# Distichophyllum gracile
Distichophyllum gracile är en bladmossart som beskrevs av Johan Ångström 1876. Distichophyllum gracile ingår i släktet Distichophyllum och familjen Hookeriaceae. Inga underarter finns listade i Catalogue of Life.